# Конникът (филм)
„Конникът“ е български игрален филм (драма) от 1964 година на режисьора Георги Алурков, по сценарий на Георги Алурков и Любен Лолов. Оператор е Младен Колев. Музиката във филма е композирана от Петър Ступел.

## Актьорски състав
Роли във филма изпълняват актьорите:
- Стефан Илиев – Симо
- Соня Маркова – Калина
- Януш Алурков – Хинко
- Климент Денчев – Бано
- Найчо Петров – Бащата на Бано
- Иван Братанов – Бащата на Симо
- Петър Слабаков – Шофьорът
- Атанас Божинов – Дангалака
- Методи Танев – Председателят на ТКЗС
- Валентин Русецки – Трактористът
- Николай Николаев – Комсомолският секретар
- Светослав Пеев – Автомонтьорът
- Елена Стефанова
- Борислав Иванов
- Стоян Стойчев
- Ванча Дойчева
- Станко Михайлов